# Драмрайт (Оклахома)
Драмрайт (англ. Drumright) — місто (англ. city) в США, в округах Крік і Пейн штату Оклахома. Населення — 2560 осіб (2020).

## Географія
Драмрайт розташований за координатами 35°59′23″ пн. ш. 96°35′57″ зх. д. / 35.98972° пн. ш. 96.59917° зх. д. (35.989616, -96.599206).  За даними Бюро перепису населення США в 2010 році місто мало площу 19,49 км², з яких 19,45 км² — суходіл та 0,04 км² — водойми.

## Демографія
Згідно з переписом 2010 року, у місті мешкало 2907 осіб у 1154 домогосподарствах у складі 783 родин. Густота населення становила 149 осіб/км².  Було 1392 помешкання (71/км²).
Расовий склад населення:
| - 83,9 % — білих - 6,7 % — корінних американців - 0,9 % — чорних або афроамериканців - 0,1 % — азіатів |

До двох чи більше рас належало 8,2 %. Частка іспаномовних становила 1,9 % від усіх жителів.
За віковим діапазоном населення розподілялося таким чином: 27,0 % — особи молодші 18 років, 55,6 % — особи у віці 18—64 років, 17,4 % — особи у віці 65 років та старші. Медіана віку мешканця становила 37,1 року. На 100 осіб жіночої статі у місті припадало 89,8 чоловіків;  на 100 жінок у віці від 18 років та старших — 87,5 чоловіків також старших 18 років.
Середній дохід на одне домашнє господарство  становив 50 126 доларів США (медіана — 35 964), а середній дохід на одну сім'ю — 59 117 доларів (медіана — 42 917). Медіана доходів становила 44 868 доларів для чоловіків та 24 453 долари для жінок. За межею бідності перебувало 15,8 % осіб, у тому числі 20,0 % дітей у віці до 18 років та 9,9 % осіб у віці 65 років та старших.
Цивільне працевлаштоване населення становило 1094 особи. Основні галузі зайнятості: освіта, охорона здоров'я та соціальна допомога — 23,9 %, виробництво — 10,6 %, сільське господарство, лісництво, риболовля — 10,1 %.